# Bertrand Meyer

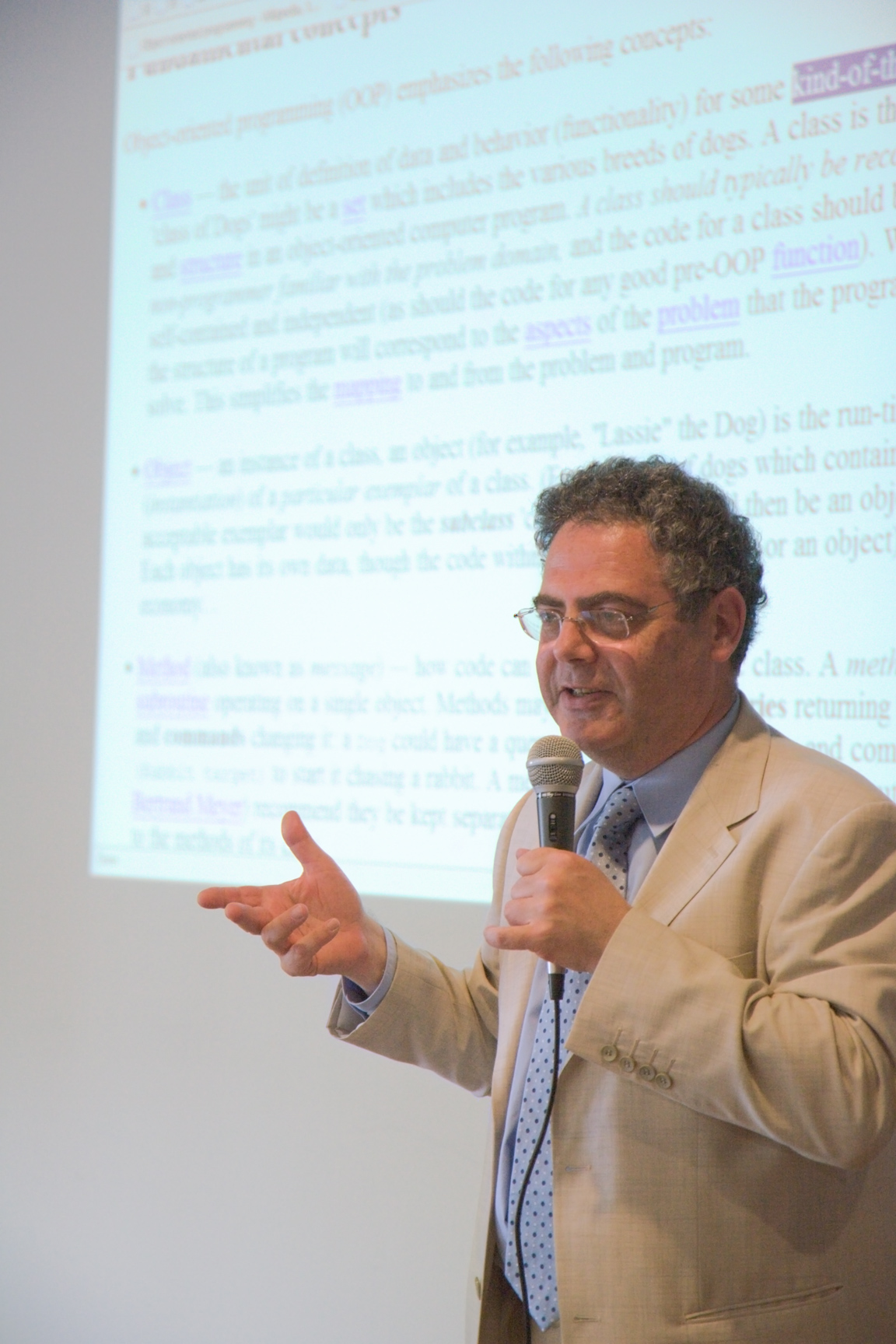
Bertrand Meyer

Bertrand Meyer (França, 21 de novembre del 1950) és un acadèmic, escriptor i consultor en el camp dels llenguatges de programació. Creador el llenguatge de programació Eiffel.
Va estudiar a l'Escola Politècnica de París (1969), té un màster de la Universitat Stanford, i doctor en filosofia per la Universitat de Nancy, França. Va estudiar una carrera tècnica i de gestió durant nou anys a Electricité de France, i durant tres anys va estar a la facultat de la Universitat de Califòrnia a Santa Bàrbara.
Mentre treballava a França, que està particularment interessat en els tipus abstractes de dades. Cap al 1980, quan va anar als EUA va dissenyar el llenguatge Eiffel arran de l'aparició de la programació orientada a l'objecte, el 1985 va fundar la seva companyia de serveis, ISE (Enginyeria de Software Interactiu) que després s'ha anomenat Eiffel Software.
Des d'octubre de 2001, ha estat professor d'Enginyeria de Software a l'ETH Zúric, a l'Institut Federal Suís de Tecnologia, on es porta a terme la investigació sobre la construcció de components de confiança (els elements de programari reutilitzables) amb un nivell garantit de qualitat.
Els seus objectius sempre es van centrar en la idea de llenguatges de programació que fossin simples, elegants i fàcils d'usar. Més conegut per ser un dels primers promotors de la programació orientada a l'objecte i en especial per ser el dissenyador inicial del llenguatge i el mètode Eiffel. També ha participat activament en la seva evolució i va idear el mètode de desenvolupament del Disseny per Contracte (DbC).
Les seves experiències amb la tecnologia d'objectes amb el llenguatge Simula i el seu ampli treball amb tipus abstractes de dades i especificacions formals van ser claus en la base del desenvolupament d'Eiffel.
Les seves activitats inclouen el professor adjunt a la Universitat de Monash a Melbourne, Austràlia (1998-2003) i membre de l'Acadèmia Francesa de les tecnologies. Ell també és consultor (en disseny de sistemes orientat a l'objecte, revistes d'arquitectura, avaluació de la tecnologia), ensenya la tecnologia d'objectes i altres temes de desenvolupament de programari, i també és conferenciant. Com ex cap del departament d'informàtica a l'ETH, ell és un dels fundadors i actual president de la "Informatics Europe", l'associació europea dels departaments d'informàtica.
Amb Ivar Jacobson, i Richard Soley va llançar el desembre de 2009 una iniciativa per remodelar l'enginyeria de programari de manera que l'enginyeria de programari es qualifiqui com una disciplina rigorosa 8SEMAT).